# Municipio de Cove Creek (Carolina del Norte)
El municipio de Cove Creek (en inglés: Cove Creek Township) es un municipio ubicado en el  condado de Watauga en el estado estadounidense de Carolina del Norte. En el año 2010 tenía una población de 3118 habitantes.

## Geografía
El municipio de Cove Creek se encuentra ubicado en las coordenadas 36°17′39.45″N 81°45′37.4″O / 36.2942917, -81.760389.